# Волжские бунтари
«Волжские бунтари» (чув. Атӑл пӑлхавҫисем) — немой чёрно-белый фильм режиссёра Павла Петрова-Бытова «о борьбе чувашского народа за свои права в начале XX века». Фильм создавался студией «Севзапкино» в Чувашской АССР и Ленинграде. Фильм стал первым игровым фильмом, созданным в Чувашской АССР.

## История создания
Создание фильма было приурочено к 20-летию первой русской революции. С предложением снять картину выступили областной отдел народного образования Чувашской АССР и главный режиссёр Чувашского драмтеатра Иоаким Максимов-Кошкинский: 

У чуваш в эти годы было много исторического, которое просится на экран. Облоно считает необходимым использовать предстоящее дело на съемку кинокартины о революционном движении среди чуваш.
Сценарий фильма написал И. Максимов-Кошкинский. В основу сюжета положено выступление крестьян села Исмели (ныне Октябрьское Мариинско-Посадского района) в 1906 году.
В 1926 году был снят «Волжские бунтари» («Атăл пăлхавçисем»), посвященный жизни и деятельности чувашского национального деятеля Тимофея Хури. Согласно сценарию, написанному И. С. Максимовым-Кошкинским, Хури погиб во время захвата Казани войсками белочехов. 
Фильм создавался ленинградским «Севзапкино» — Северо-Западным областным управлением по делам фотографии и кинематографии (ныне «Ленфильм»). 31 августа 1925 года между ним и ЦИК ЧАССР был заключен договор. «Севзапкино» брало на себя ответственность за подбор режиссёра и актёров, а также несло большую часть производственных расходов. В обмен ленинградцы получали доходы от эксплуатации фильма вне территории Чувашской АССР, для которой они обязались изготовить одну копию киноленты с чувашскими титрами. 
Съёмки проходили в Чебоксарах и близрасположенных деревнях; зимние съемки проходили в Ленинграде. Режиссёром назначили Павла Петровича Петрова-Бытова. На главные роли актёров набирал «Севзапкино». В эпизодах снимались и чувашские артисты: И. Максимов-Кошкинский, К. Егоров, И. Рублёв и Тани Юн (в небольшой роли матери). Для массовых сцен привлекали крестьян из окрестных деревень, воспитанников Чебоксарской школы-коммуны.
Фильм монтировался в Ленинграде. Один экземпляр копии фильма был смонтирован с титрами на чувашском языке и вывезен в Чебоксары.
Фильм вышел в прокат под совместной маркой «Севзапкино» и «Чувашкино», хотя официально «Чувашкино» было создано только в 1927 году. Помимо Чувашии фильм показывали в кинотеатрах Ленинграда и Москвы, а также в Германии, Египте, США.
Премьера картины в Чебоксарах состоялась 22 июня 1926 года во время ежегодной ярмарки. Демонстрация проходила в здании Чувашского театра. Газета «Канаш» писала:

Фильм «Волжские бунтари» рассказывает о жизни чуваш, об их делах и обычаях в незабываемых художественных картинах. Он состоит из пролога, эпилога и 8 частей. Кроме показа событий 1905—1907 гг. здесь с большой достоверностью изображены некоторые бытовые подробности и обряды, например, «Чӱк», «Акатуй» и т. д. Картина имеет большое значение в деле поднятия культурного и политического уровня чувашского крестьянства.
Затем кинопередвижная организация показывала картину в деревнях.
Во второй половине 1930-х годов, после начала кампании по борьбе с чувашскими националистами, Хури был объявлен буржуазным националистом, и хранившаяся в Чувашской АССР копия фильма «Волжские бунтари» была уничтожена. Другие копии фильма могут находиться в частных коллекциях в Туркмении и Германии (Германия закупала одну копию «Волжских бунтарей»)

## В ролях
| Актёр                        | Роль            |
| ---------------------------- | --------------- |
| Галич Сергей Павлович        | Хури́            |
| Годлевская Тамара Николаевна | Элиме́           |
| П. Кириллов                  | Арда́й           |
| И. Таланов                   | исправник       |
| Тани Юн                      | мать            |
| И. Слободской                | роль не указана |
| П. Подвальный                | роль не указана |
| И. Максимов-Кошкинский       | роль не указана |
| Г. Парне                     | роль не указана |
| К. Егоров                    | роль не указана |
| И. Рублёв                    | роль не указана |

## Съёмочная группа
Сценарий: И. Максимов-Кошкинский, П. Петров-Бытов.
Постановка: П. Петров-Бытов.
Оператор: С. Лебедев.